# Briggs-Gletscher
Der Briggs-Gletscher ist ein Gletscher im Zentrum Südgeorgiens. Er fließt zwischen Mount Worsley und dem Bergkamm The Trident in nordwestlicher Richtung zum Murray-Schneefeld.
Lieutenant Commander John M. Chaplin (1888–1977) von der Royal Navy kartierte ihn 1929 irrtümlich als Gletscher, der in die Possession Bay mündet. Chaplin benannte ihn nach Able Seaman Alfred Charles Briggs (1905–1988), Besatzungsmitglied der RRS Discovery von 1925 bis 1927 im Rahmen der Discovery Investigations und Mitglied von Chaplins Vermessungsteam von 1928 bis 1930. Das komplexe Geflecht aus Gletschern und Schneefeldern südlich der Possession Bay deckte der South Georgia Survey zwischen 1955 und 1956 durch detaillierte Vermessungen des Gebiets auf.